# Şıkıdım
«Şıkıdım» (тур. Двигай телом) — песня турецкого певца Таркана

## О песне
Песня была впервые выпущена в 1994 году на альбоме Таркана Aacayipsin под названием «Hepsi Senin Mi?». Её автором являлась турецкая поп-певица Сезен Аксу. Альбом пользовался большой популярностью и Европе был издан сборник Tarkan, который принёс Таркану награду World Music Awards.
Песня была выпущена в 1999 году отдельным синглом. В 2006 году на первом англоязычном альбоме Таркана Come Closer появилась её английская версия «Shikidim», авторами текста были Брайан Кералф и Джош Швартц.
В 2000 году между Тарканом и Сезен Аксу произошёл конфликт и контракт между исполнителем и автором был расторгнут. Оставаясь обладателем авторских прав, Сезен Аксу стала перепродавать композицию других исполнителям по всему миру. Так появились многочисленные кавер-версии песни на разных языках, среди которых «Kiss Kiss» Холли Вэланс и «Ой, мама, шика дам» Филиппа Киркорова.

## Видеоклип
В видео показывается Таркан спящим в автомобиле предположительно марки ГАЗ- 24. Неожиданно начинает стучаться женщина, а за ней молодой парень. По мере того как Таркан поёт песню людей становится всё больше и больше и огромной толпе людей удаются вытащить Таркана из автомобиля, после этого Таркан улетает на вертолёте, а некоторые люди забираются в автомобиль, но большая часть так и остаётся стоять рядом с автомобилем и радуется.
Режиссёром клипа стал Янник Сайе.

## Трек-лист
Şıkıdım (Hepsi Senin Mi?), 1999
1. Şıkıdım (Hepsi Senin Mi?) (Radio Mix) (3:15)
2. Şıkıdım (Hepsi Senin Mi?) (Original Version) (3:51)
3. Salina Salina Sinsice (3:54)

## В чартах
| Чарт (1992)                     | Пиковая позиция |
| ------------------------------- | --------------- |
| Австрия (Ö3 Austria Top 40)     | 40              |
| Бельгия/Фландрия (Ultratop 50)  | 36              |
| Бельгия/Валлония (Ultratop 50)  | 6               |
| Франция (SNEP)                  | 10              |
| Германия (GfK)                  | 35              |
| Нидерланды (Single Top 100)     | 32              |
| Нидерланды (Dutch Top 40)       | 26              |
| Швеция (Sverigetopplistan)      | 47              |
| Швейцария (Schweizer Hitparade) | 22              |